# Línguas chukotko-kamchatkanas
Os Línguas Chukotko-Kamchatkanas formam uma família de línguas do nordeste da Sibéria, também conhecida como Chukchi-Kamchatkana. Há outros nomes para esse grupo de línguas, tais como Chukchian, Chukotian, Chukotan, Kamchukchee e Kamchukotic, havendo ambigüidades entre os nomes Chukchiana e Chukotiana pois ambos se referem de forma específica a ramos norte dessa família. 
Aumentando a confusão, o termo Luorawetlana, ou ainda Luoravetlan, era o mais usado para essa família de línguas até 1775, embora isso fosse um nome dado por auto-denominação à língua mais falada do grupo. A palavra derivada Luorawetlanica designaria melhor um nome para a família. 

## Línguas da família
A família é formada por cinco línguas, divididas entre ramos Norte e Sul: 
- Norte ou ‘’’Chukotianas’’’ (ainda Chukotkana ou Chukótica) faladas em duas regiões autônomas do extremo leste da Rússia situadas no litoral do Oceano Pacífico e do Oceano Ártico. São quatro as línguas:
  - Língua chukoto, Chukchi ou Luorawetlana (Luoravetlana), falada principalmente no "Okrug" Autônomo Chukotka.
  - Língua Koryake ou Nymylan, falada no "Okrug" da Koriakia do “Krai” Kamchatka, cujo principal dialeto é o Chavchuven Koryake.
  - Língua alutor (Aliutor, Alyutor) também falada na Koriakia; conforme Fortescue (2005), Palana Koryake e Alutor podem ser considerados como dialetos de uma mesma língua.
  - Língua kereque, falada ao longo da costa sul da Península de Kamchatka. Havia apenas dois falantes em 1997, estando agora extinta, com seu grupo étnico tendo sido assimilado ao “Chukchi” (Fortescue 2005: 1).

- Sul (chamado Kamchatkano ou Kamchático), como uma única língua sobrevivente falada na Península de Kamchatka, embora haja alguns registros incompletos que atestam eantiga existência de outras linguagens.
  - Língua itelmen ou Kamchadal. Essa inclui os dialetos Ukä e Sedanka e tinha menos de cem falantes em 1991, todos mais velhos.

A relação entre as línguas Chukotkanas e a Itelmen é distante, tendo sido demonstrada há pouco tempo..
Todas as línguas Chukotko-Kamchatkanas sofrem muita pressão do russo, sendo quase todos seus falantes bilingües em russo, com os mais jovens falando apenas o russo.

## Relações com outras línguas
As línguas Chukotko-Kamchatkanas não aparentam relação com nenhuma outra família de línguas, embora sejam às vezes classificadas como Paleo-Siberianas uma espécie de “caixa de coleta” onde são lançadas todas as línguas ou grupos lingüísticos da região siberiana que não sejam classificáveis e que sejam identificados como anteriores no tempo às Línguas turcomanas e Línguas tungúsicas;
Joseph Greenberg considera as Chukotko-Kamchatkanas (eles as chama de “Chukotian”) como "Línguas euro-asiáticas", uma suposta “Macro-família” que incluiria as Indo-Européias, as Altaicas, as Esquimó-Aleútes dentre outras. Greenberg também coloca a Língua nivkhe (ou Gilyak) e a Língua Yukaghir como “Euro-Asiáticas” e não como normalmente consideradas “Paleo-Siberianas”;
Enquanto que a hipótese Euro-Asiática sempre foi bem recebida pelos defensores “Nostraticistas” e “Indo-Europeus”, ela hoje já tem muitos contestadores. Isso porque essa hipótese Euro-Asiática se baseia numa análise de massa das palavras, aspectos gramaticais e uso de vogais (ver Greenberg 2000-2002), enquanto que análises mais acuradas das correspondências, junto com uma análise mais ampla dos conjuntos de palavras similares e de formas gramaticais seria o único meio de definir a real “genética” das língua em questão (Ver, por exemplo, Baldi 2002:2-19).
Michael Fortescue, um especialistas nas Línguas esquimó-aleútes e também nas Chukotko-Kamchatkanas, defende uma ligação entre as Línguas urálicas, Yukaghires, Chukotko-Kamchatkanas e Esquimó-Aleútes. Ver Relações entre as Línguas do Estreito de Bering (1998), onde propõe um agrupamento de línguas chamadas Uralo-Siberanas.